# Francisco Pizzini
Francisco Pizzini (19 de septiembre de 1993; Bahía Blanca, Argentina) es un futbolista argentino. Actualmente juega en Vélez Sarsfield de la Primera División de Argentina como delantero.

## Trayectoria
Se inició en Villa Mitre de Bahía Blanca, pasando al conjunto de Liniers de la misma ciudad y luego a Independiente de Avellaneda con un contrato de 5 años. Fue tentado en su momento por Villarreal CF de España y Hamburgo SV de Alemania.
Francisco Pizzini debuta en primera el 11 de septiembre de 2011 jugando para Independiente en la derrota de su equipo frente a Belgrano de la mano de Cristian Díaz como DT interino. Luego no fue tenido en cuenta por el técnico Ramón Díaz, tuvo participación en el equipo  del trece. Pero Pizzini comienza a cambiar su juego para ser clave en las últimas victorias de Independiente en el campeonato, teniendo como táctica De Felippe el hacer que entre como reemplazo en el segundo tiempo para cambiar el juego y desempeño del primer equipo.
Consiguió el ascenso con el rojo firmando el 2-0 contra Huracán en el desempate por el tercer puesto a la primera división del fútbol argentino, este fue su primer gol profesional el cual cerró el ascenso para el Club Atlético Independiente. El 28 de julio de 2014 metió dos goles en un partido correspondiente a la Copa Argentina contra Belgrano de Córdoba, los mismos sirvieron para que su equipo gane 2 a 0. En dicho partido fue la figura.
En la vuelta de Independiente a Primera División el domingo 10 de agosto de 2014 en el estadio Libertadores de América contra Atlético de Rafaela, marcó el segundo gol en la goleada 3 a 0.
Jugó en Defensa y Justicia, teniendo la oportunidad de disputar 84 partidos, marcar 15 goles y 28 asistencias, y salir campeón de la Copa Sudamericana 2020 y la Recopa Sudamericana 2021.
El 11 de agosto de 2023, se convirtió en refuerzo de  Vélez Sarsfield, de la Primera División de Argentina, donde firmó contrato hasta el 31 de diciembre de 2026.

## Estadísticas

### Clubes
Actualizado hasta su último partido disputado el 9 de abril de 2025.
| Club                            | Div.          | Temporada     | Liga  | Liga  | Liga   | Copas nacionales | Copas nacionales | Copas nacionales | Copas internacionales | Copas internacionales | Copas internacionales | Total | Total | Total  |
| Club                            | Div.          | Temporada     | Part. | Goles | Asist. | Part.            | Goles            | Asist.           | Part.                 | Goles                 | Asist.                | Part. | Goles | Asist. |
| ------------------------------- | ------------- | ------------- | ----- | ----- | ------ | ---------------- | ---------------- | ---------------- | --------------------- | --------------------- | --------------------- | ----- | ----- | ------ |
| C. A. Independiente Argentina   | 1.ª           | 2011-12       | 4     | 0     | 0      | 1                | 0                | 0                | —                     | —                     | —                     | 5     | 0     | 0      |
| C. A. Independiente Argentina   | 1.ª           | 2012-13       | 7     | 0     | 0      | —                | —                | —                | —                     | —                     | —                     | 7     | 0     | 0      |
| C. A. Independiente Argentina   | 2.ª           | 2013-14       | 20    | 1     | 2      | 1                | 0                | 0                | —                     | —                     | —                     | 21    | 1     | 2      |
| C. A. Independiente Argentina   | 1.ª           | 2014          | 15    | 1     | 2      | 2                | 2                | 0                | —                     | —                     | —                     | 17    | 1     | 3      |
| C. A. Independiente Argentina   | 1.ª           | 2015          | 7     | 0     | 1      | 1                | 0                | 0                | —                     | —                     | —                     | 8     | 0     | 1      |
| Club Olimpo Argentina           | 1.ª           | 2016          | 15    | 0     | 2      | 1                | 1                | 0                | —                     | —                     | —                     | 16    | 1     | 2      |
| Club Olimpo Argentina           | 1.ª           | 2016-17       | 29    | 3     | 5      | 2                | 0                | 0                | —                     | —                     | —                     | 31    | 3     | 5      |
| Club Olimpo Argentina           | Total club    | Total club    | 44    | 3     | 7      | 3                | 1                | 0                | 0                     | 0                     | 0                     | 47    | 4     | 7      |
| C. A. Independiente Argentina   | 1.ª           | 2017-18       | —     | —     | —      | —                | —                | —                | —                     | —                     | —                     | 0     | 0     | 0      |
| C. A. Independiente Argentina   | 1.ª           | 2018-19       | 5     | 0     | 0      | 3                | 0                | 2                | 4                     | 0                     | 2                     | 12    | 0     | 4      |
| C. A. Independiente Argentina   | 1.ª           | 2019-20       | 2     | 0     | 0      | 1                | 0                | 0                | 4                     | 0                     | 0                     | 7     | 0     | 0      |
| C. A. Independiente Argentina   | Total club    | Total club    | 60    | 2     | 5      | 9                | 2                | 2                | 8                     | 0                     | 2                     | 77    | 4     | 9      |
| Defensa y Justicia Argentina    | 1.ª           | 2019-20       | 5     | 1     | 3      | 3                | 0                | 1                | 4                     | 0                     | 1                     | 12    | 1     | 5      |
| Defensa y Justicia Argentina    | 1.ª           | 2020          | —     | —     | —      | 6                | 0                | 0                | 9                     | 1                     | 1                     | 15    | 1     | 1      |
| Defensa y Justicia Argentina    | 1.ª           | 2021          | 22    | 7     | 7      | 10               | 1                | 5                | 4                     | 1                     | 1                     | 36    | 9     | 13     |
| Defensa y Justicia Argentina    | 1.ª           | 2022          | 4     | 1     | 0      | 15               | 3                | 4                | 2                     | 0                     | 0                     | 21    | 4     | 4      |
| Defensa y Justicia Argentina    | Total club    | Total club    | 31    | 9     | 10     | 34               | 4                | 10               | 19                    | 2                     | 3                     | 84    | 15    | 23     |
| C. A. Talleres (C) Argentina    | 1.ª           | 2022          | 20    | 2     | 3      | 4                | 0                | 0                | 4                     | 0                     | 0                     | 28    | 2     | 3      |
| C. A. Talleres (C) Argentina    | 1.ª           | 2023          | 22    | 3     | 3      | 1                | 0                | 0                | —                     | —                     | —                     | 23    | 3     | 3      |
| C. A. Talleres (C) Argentina    | Total club    | Total club    | 42    | 5     | 6      | 5                | 0                | 0                | 4                     | 0                     | 0                     | 51    | 5     | 6      |
| C. A. Vélez Sarsfield Argentina | 1.ª           | 2023          | —     | —     | —      | 14               | 0                | 2                | —                     | —                     | —                     | 14    | 0     | 2      |
| C. A. Vélez Sarsfield Argentina | 1.ª           | 2024          | 27    | 4     | 5      | 22               | 5                | 2                | —                     | —                     | —                     | 49    | 9     | 7      |
| C. A. Vélez Sarsfield Argentina | 1.ª           | 2025          | 11    | 0     | 0      | 1                | 0                | 0                | 1                     | 1                     | 0                     | 13    | 1     | 0      |
| C. A. Vélez Sarsfield Argentina | Total club    | Total club    | 38    | 4     | 5      | 37               | 5                | 4                | 1                     | 1                     | 0                     | 76    | 10    | 9      |
| Total carrera                   | Total carrera | Total carrera | 215   | 23    | 33     | 88               | 12               | 16               | 32                    | 3                     | 5                     | 335   | 38    | 54     |
| 1. 2.                           |               |               |       |       |        |                  |                  |                  |                       |                       |                       |       |       |        |

## Palmarés

### Títulos nacionales
| Título                        | Club            | País      | Año  |
| ----------------------------- | --------------- | --------- | ---- |
| Primera División de Argentina | Vélez Sarsfield | Argentina | 2024 |
| Supercopa Internacional       | Vélez Sarsfield | Argentina | 2024 |

### Campeonatos internacionales
| Título              | Club                | Sede           | Año  |
| ------------------- | ------------------- | -------------- | ---- |
| Copa Sudamericana   | C. A. Independiente | Río de Janeiro | 2017 |
| Copa Suruga Bank    | C. A. Independiente | Osaka          | 2018 |
| Copa Sudamericana   | Defensa y Justicia  | Córdoba        | 2020 |
| Recopa Sudamericana | Defensa y Justicia  | Brasilia       | 2021 |

### Otros logros
| Logro                      | Club                | País      | Año     |
| -------------------------- | ------------------- | --------- | ------- |
| Ascenso a Primera División | C. A. Independiente | Argentina | 2013-14 |